# Силакога (Алабама)
Силакога (енгл. Sylacauga) град је у америчкој савезној држави Алабама. По попису становништва из 2010. у њему је живело 12.749 становника.

## Демографија
Према попису становништва из 2010. у граду је живело 12.749 становника, што је 133 (1,1%) становника више него 2000. године.
| Група             | 2000.         | 2010.         |
| Белци             | 8.676 (68,8%) | 8.397 (65,9%) |
| Афроамериканци    | 3.647 (28,9%) | 3.846 (30,2%) |
| Азијати           | 37 (0,3%)     | 65 (0,5%)     |
| Хиспаноамериканци | 123 (1,0%)    | 289 (2,3%)    |
| Укупно            | 12.616        | 12.749        |